# Zen Arcade
Zen Arcade é o segundo álbum de estúdio da banda Hüsker Dü, lançado em Julho de 1984.
Este disco inclui diferentes géneros músicais, passando pelo jazz, psicadélica, em "Hare Krsna" e "The Tooth Fairy And The Princess", o folk, em "Never Talking To You Again", o pop e mesmo com o piano de fundo, em "One Step At A Time" e "Monday Will Never Be The Same".

## Faixas

### Lado 1
1. "Something I Learned Today" - 1:58
2. "Broken Home, Broken Heart" - 2:01
3. "Never Talking to You Again" - 1:39
4. "Chartered Trips" - 3:33
5. "Dreams Reoccurring" - 1:40
6. "Indecision Time" - 2:07
7. "Hare Krsna" - 3:33

### Lado 2
1. "Beyond the Threshold" - 1:35
2. "Pride" - 1:45
3. "I'll Never Forget You" - 2:06
4. "The Biggest Lie" - 1:58
5. "What's Going On" - 4:23
6. "Masochism World" - 2:43
7. "Standing by the Sea" - 3:12

### Lado 3
1. "Somewhere" - 2:30
2. "One Step at a Time" - 0:45
3. "Pink Turns to Blue" - 2:39
4. "Newest Industry" - 3:02
5. "Monday Will Never Be the Same" - 1:10
6. "Whatever" - 3:50
7. "The Tooth Fairy and the Princess" - 2:43

### Lado 4
1. "Turn on the News" - 4:21
2. "Reoccurring Dreams" - 13:47

## Créditos
- Grant Hart - Percussão, piano, bateria, vocal, vocal de apoio
- Bob Mould - Guitarra acústica, baixo, percussão, piano, guitarra elétrica, vocal, vocal de apoio
- Greg Norton - Baixo, vocal de apoio